# باتريك فرانشيسكا
باتريك فرانشيسكا (بالألمانية: Patrick Franziska)‏ هو لاعب تنس الطاولة ألماني، ولد في 11 يونيو 1992 في بنسهايم في ألمانيا.

## وصلات خارجية
- باتريك فرانشيسكا على موقع منظمة تنس الطاولة العالمي (الإنجليزية)
- باتريك فرانشيسكا على موقع اللجنة الأولمبية الدولية (الإنجليزية)
- باتريك فرانشيسكا على موقع أوليمبيديا (الإنجليزية)
- باتريك فرانشيسكا على موقع اللجنة الأولمبية الألمانية (الألمانية)